# Julia Domna

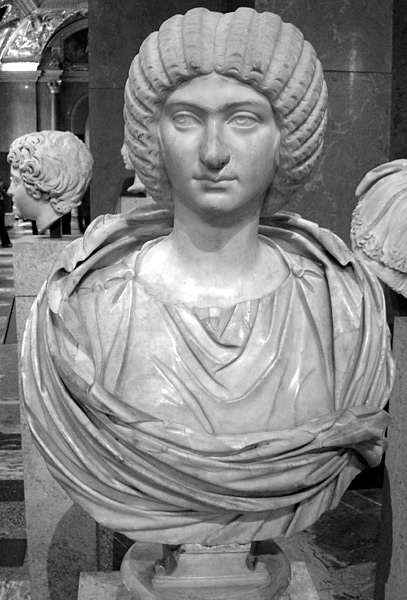
Julia Domna.

Julia Domna, född cirka 170, död 217 i Antiochia vid Orontes, var en romersk kejsarinna, gift med Septimius Severus, mor till Caracalla och Geta. Hon var dotter till Julius Bassianus och syster till Julia Maesa. Hon styrde Romarriket med sin man och sina söner.

## Biografi
Enligt legenden gifte sig den dåvarande guvernören Septimius Severus med henne, utan att känna varken henne eller hennes familj, bara för att hennes horoskop tydde på att hon skulle komma att bli kejsarinna. Hon gifte sig vid 13–14 års ålder.
Det sägs dock ha blivit ett gott gifte och han uppskattade hustruns kunskaper inom politik och filosofi. Hon följde med honom på hans fälttåg, något som var mycket ovanligt. Gaius Fulvius Plautianus som var hennes mans närmaste rådgivare var hennes mäktigaste fiende som inte drog sig för att tortera kvinnliga medlemmar av den romerska aristokratin för att få fram information om Domna. 
När Septimius Severus dog år 211 fick hon medla mellan de båda sönerna som då blev kejsare, men Geta mördades snart, något som Caracalla misstänktes vara inblandad i. Då även han, några år senare, mördades begick Julia Domna självmord. Hon blev efter sin död upphöjd till gudinna.